# Eindringversuch
Der Eindringversuch ist ein Prüfverfahren nach DIN 1996 und dient zur Untersuchung der Standfestigkeit von Gussasphalt und Asphaltmastix. Dazu wird mittels eines kreisförmigen Stempels (Fläche 1 cm² oder 5 cm²), der mit einer fest definierten Kraft auf dem Probekörper aufliegt, der Verlauf der Eindringung über die Dauer von 60 Minuten aufgezeichnet. Die sich daraus ergebende Eindringkurve zeichnet die Eindringtiefe im Verhältnis zur Belastungsdauer auf. Bei der Auswertung der Eindringkurve lässt sich feststellen, ob die Eindringtiefe des geprüfte Material während des Belastungszeitraumes konstant zunimmt oder ab einem bestimmten Wert stagniert.  